# Falcarinol

## Composto

Estrutura quimíca do Falcarinol

Falcarinol (também conhecido como carotatoxin ou panaxynol ) é um pesticida natural e alcool graxo encontrado em cenouras (Daucus carota), ginseng vermelho (Panax ginseng) e hera. Nas cenouras, ocorre em uma concentração de aproximadamente 2 mg / kg.  Tendo como função de toxina para proteger as raízes de doenças fúngicas, como a podridão de alcaçuz que causa manchas pretas nas raízes durante o armazenamento. O composto requer a condição de congelamento para manter suas propriedades pois é sensível à luz e ao calor. O Falcarinol também foi creditado por ajudar a prevenir o câncer de cólon.

## Efeitos biológicos
O Falcarinol é um irritante que pode causar reações alérgicas e dermatite de contato.  Foi demonstrado que o falcarinol age como um agonista inverso do receptor tipo canabinóide covalente e bloqueia o efeito da anandamida nos queratinócitos, levando a efeitos pró-alérgicos na pele humana.  O consumo normal de cenouras não tem efeito tóxico em humanos. 